# Tidalis
Tidalis est un jeu vidéo de puzzle créé par les développeurs indépendants d'Arcen Games connus pour leur jeu phare AI War: Fleet Command.
Il se veut à la fois très simple d'accès et très profond, conçu pour intéresser les joueurs dans la durée. Il a reçu des critiques assez favorables mais un succès initial très mitigé.
Tidalis peu se jouer en solo ou en multijoueur, en coopératif ou en challenge.